# Wybrzeże Trzebiatowskie (Natura 2000)
Wybrzeże Trzebiatowskie (PLB320010) – obszar specjalnej ochrony ptaków w północno-zachodniej Polsce, nad Morzem Bałtyckim, o powierzchni 31 757,6 ha, w całości w woj. zachodniopomorskim, na Pobrzeżu Szczecińskim. Celem utworzenia obszaru jest ochrona populacji dziko występujących ptaków oraz utrzymanie ich siedlisk w niepogorszonym stanie. Stwierdzono występowanie na tym terenie 35 gatunków ptaków z Załącznika II Dyrektywy Ptasiej.
Obszar został wyznaczony w 2007 roku przez Ministra Środowiska.

## Położenie
| Gmina                     | Powierzchnia [ha] |
| ------------------------- | ----------------- |
| Trzebiatów                | 11708,3           |
| Kołobrzeg (gmina wiejska) | 8156,5            |
| Świerzno                  | 4326,8            |
| Karnice                   | 2839,1            |
| Kamień Pomorski           | 2316,4            |
| Rewal                     | 2061,6            |
| Dziwnów                   | 348,9             |
| Razem (Σ)                 | 31757,6           |

Obszar „Wybrzeże Trzebiatowskie” rozciąga się na długości ok. 54 km wzdłuż brzegu Bałtyku. Jego obszar jest spójny, jednak bardzo wydłużony. Obejmuje głównie tereny mezoregionu Wybrzeże Trzebiatowskie – od którego wziął swą nazwę, a także północne obrzeża Równiny Gryfickiej.
Ostoja zajmuje północno-zachodnią część woj. zachodniopomorskiego.
Należy do siedmiu gmin, w trzech powiatach: kamieńskim, gryfickim, kołobrzeskim. Teren chroniony rozciąga się od miasta Kamień Pomorski przy ujściu rzeki Świniec, aż do przedmieść Kołobrzegu – miejscowości Grzybowo i Zieleniewo. Od południa ostoję ograniczają takie miejscowości jak: Świerzno, Karnice, Lędzin, Trzebiatów i Gołańcz Pomorska. Obszar zajmuje pas nad morzem od Pogorzelicy do Grzybowa z wyłączeniem miejscowości letniskowych: Mrzeżyno, Rogowo i Dźwirzyno. 
Na obszarze ochrony znajduje się 6 nazwanych zbiorników wodnych: Jezioro Jatkowskie, Jezioro na Górce, Konarzewo (Bagno Pogorzelickie), Borek, w tym 2 największe jeziora lagunowe Liwia Łuża i Resko Przymorskie.

## Przyroda

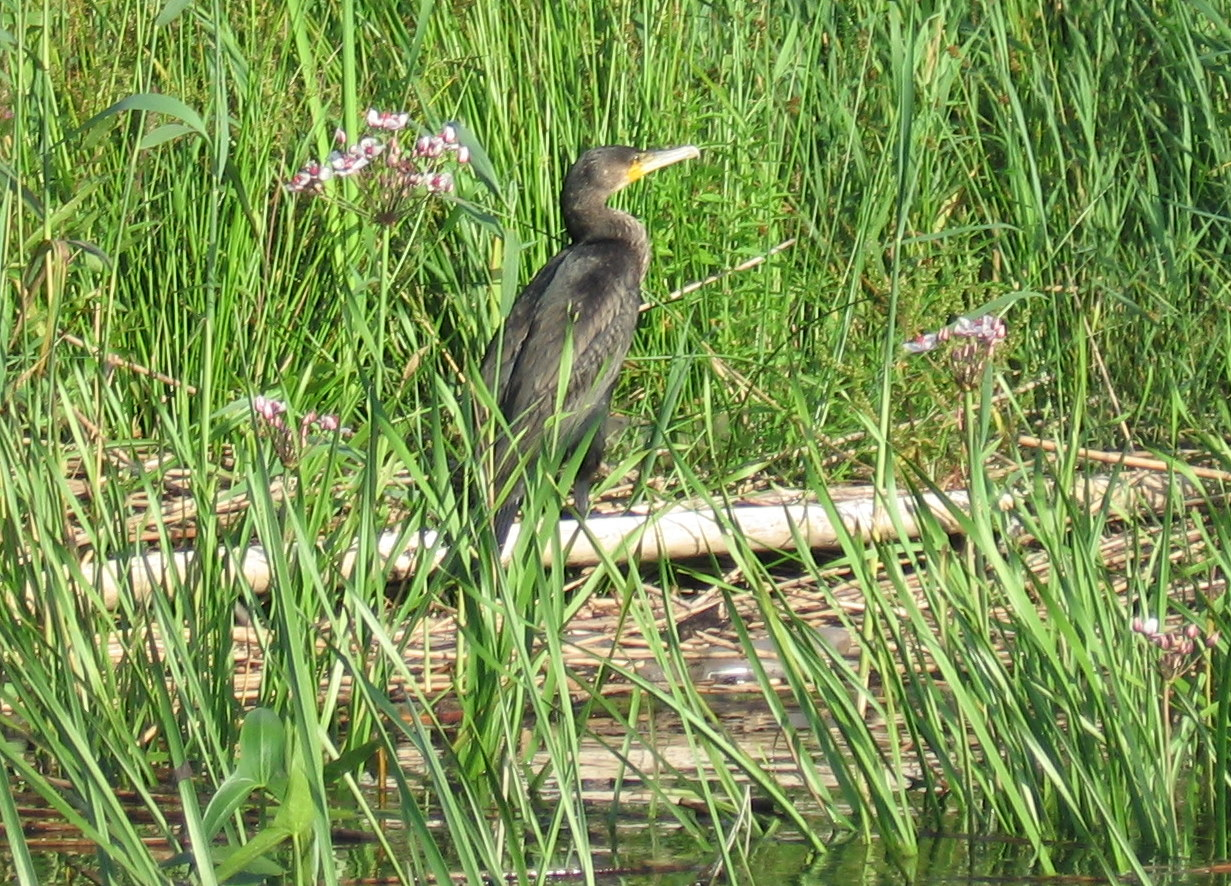
Młody kormoran czarny nad rzeką Regą

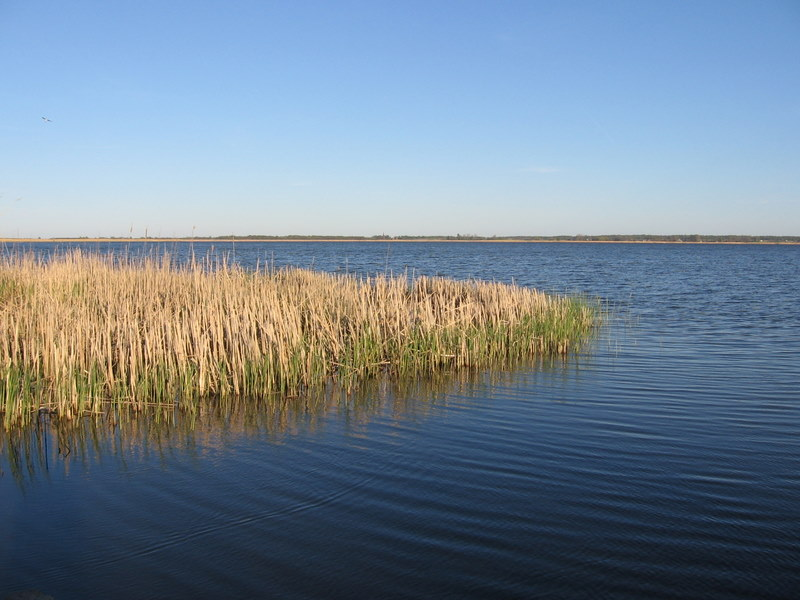
Jezioro Resko Przymorskie

47% obszaru ochrony zajmują łąki i pastwiska, które dawniej były intensywnie koszone i na których było wypasane bydło. Od kilkunastu lat większość tego terenu nie była użytkowana. Zachodnia część ostoi jest obszarem zalewowym dla rzeki Świniec i Niemica, a zaniedbywany system odwadniający skutkuje dłuższym utrzymywanie się wody na rozlewiskach. Sporą część obszaru ochrony ptaków zajmuje trzcina pospolita i wierzba szara.

## Inne formy ochrony przyrody
Na terenie obszaru Natura 2000 znajdują się 4 rezerwaty przyrody: „Roby” (84,40 ha), „Jezioro Liwia Łuża” (239,68 ha), „Nadmorski bór bażynowy w Mrzeżynie” (8,92 ha) i „Wydmy między Dźwirzynem a Grzybowem” (14,20 ha).
Obszar specjalnej ochrony ptaków „Wybrzeże Trzebiatowskie” częściowo pokrywa się z obszarem Natura 2000 o nieco innym zakresie ochrony – obszarem mającym znaczenie dla Wspólnoty „Trzebiatowsko-Kołobrzeski Pas Nadmorski”.

## Nadzór
Nadzór nad obszarem sprawują: Regionalny Dyrektor Ochrony Środowiska w Szczecinie, Urząd Morski w Szczecinie i Urząd Morski w Słupsku.
Ostoje znajdują się na terenach administrowanych przez: Nadleśnictwo Gryfice (RDLP w Szczecinie), Nadleśnictwo Gościno (RDLP w Szczecinku).